# Manohar Parrikar

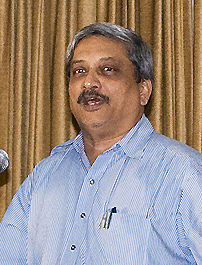
Manohar Parrikar (2012)

Manohar Gopalkrishna Prabhu Parrikar (Konkani: मनोहर गोपालकृष्ण प्रभु पारिकर Manohar Gopālkṛṣṇa Prabhu Pārikar [mʌˈnoːhʌr ˈɡoːpaːlkrɪʂɳʌ ˈprʌbʱu ˈpaːrɪkʌr]; * 13. Dezember 1955 in Mapusa, Portugiesisch-Indien, heute Goa; † 17. März 2019 in Panaji) war ein indischer Politiker (BJP). Er war von 2000 bis 2005, von 2012 bis 2014 sowie von 2017 bis zu seinem Tod 2019 Chief Minister (Regierungschef) des Bundesstaates Goa. Außerdem diente er von 2014 bis 2017 als gesamtindischer Verteidigungsminister.

## Biografie
Manohar Parrikar wurde am 13. Dezember 1955 in der Stadt Mapusa im Norden Goas geboren. Er studierte Metallurgie am Indian Institute of Technology Bombay und schloss mit einem Bachelor ab. 1994 gehörte er zu den vier ersten Abgeordneten, die für die hindunationalistische Bharatiya Janata Party (BJP) in das Parlament des Bundesstaates Goa einzogen. Seinen Wahlkreis Panaji hat Parrikar bei den vier folgenden Wahlen (1999, 2002, 2007 und 2012) verteidigen können. Nachdem die BJP 1999 zweitstärkste Partei geworden war, übernahm Parrikar das Amt des Oppositionsführers. Nachdem die regierende Kongresspartei sich in zwei Splittergruppen aufgeteilt hatte und ein Teil der Kongress-Abgeordneten zur BJP übergelaufen waren, wurde Manohar Parrikar am 24. Oktober 2000 zum Chief Minister gewählt. Damit kam die BJP erstmals in Goa an die Macht. Nach den vorgezogenen Neuwahlen 2002 wurde Parrikar im Amt bestätigt. Noch während der Legislaturperiode verlor er aber die Parlamentsmehrheit und musste am 2. Februar 2005 als Chief Minister zurücktreten. Für den Rest der Legislaturperiode und nach der Wahl 2007, die die Kongresspartei gewann, fungierte Parrikar wieder als Oppositionsführer. Bei der Wahl 2012 errang die BJP eine absolute Mehrheit, sodass Manohar Parrikar am 9. März 2012 wieder als Chief Minister vereidigt wurde.
Am 9. November 2014 wurde Parrikar im Rahmen einer Kabinettsumbildung zum Verteidigungsminister im Kabinett Modi I ernannt. Er übergab das Amt des Chief Ministers an seinen Parteikollegen Laxmikant Parsekar, machte jedoch keinen Hehl daraus, dass er hier einem Ruf der Pflicht gefolgt war und gerne wieder nach Goa zurückkehren würde. Er wurde auch öffentlich dafür kritisiert, dass er jedes Wochenende von Delhi nach Goa und zurück flog. Die Gelegenheit zur Rückkehr bot sich bei der Parlamentswahl 2017 in Goa. Parrikar organisierte im Wesentlichen den BJP-Wahlkampf. Die BJP verlor zwar deutlich, konnte aber eine Koalition mit zwei anderen goanesischen Parteien bilden. Am 16. März 2017 wurde Manohar Parrikar erneut zum Chief Minister von Goa gewählt.
Parrikar starb am 17. März 2019 im Haus seines Sohnes in Panaji an einem Pankreaskarzinom, das vor mehr als einem Jahr bei ihm diagnostiziert worden war. Die indische Regierung erklärte den 18. März 2019 zum Trauertag in Goa.